# Cécile McLorin Salvant
Cécile McLorin Salvant (nacida en 1989) es una vocalista de jazz franco-estadounidense.

## Características
Fue la ganadora del primer premio en el Concurso Internacional de Jazz Thelonious Monk en 2010, a lo que siguió el lanzamiento de su primer álbum, Cecile, poco después. Su segundo álbum, WomanChild, fue publicado en 2013 en Mack Avenue Records. En 2014 Salvant fue nominada para el Premio Grammy al Mejor Álbum Vocal de Jazz.
Salvant ganó en cuatro categorías en la Encuesta de los Críticos del 2014 de Down Beat: Álbum de Jazz del Año, Vocalista Femenina, Nueva Artista de Jazz y Nueva Vocalista Femenina.
Su tercer álbum, For One to Love, fue lanzado el 5 de septiembre de 2015, con la aclamación de la crítica del New York Times, The Guardian, y Los Angeles Times. Con él ganó el Premio Grammy al Mejor Álbum Vocal de Jazz en 2016.

## Comienzos
Salvant nació en Miami, Florida, de un padre médico haitiano y una madre francesa, que es la fundadora y presidente de una escuela de inmersión de francés en Miami. 
Canta en impecable castellano pues vivió un año en Buenos Aires, cuando tenía cinco.
Salvant comenzó sus estudios de piano clásico a la edad de cinco años, y comenzó a cantar en la Sociedad Coral de Miami cuando tenía ocho. Se desarrolló su interés por la voz clásica y comenzó a estudiar con instructores privados, y más tarde con Edward Walker, profesor vocal en la Universidad de Miami.
En 2007, Salvant se trasladó a Aix-en-Provence, Francia, para estudiar Derecho, así como música vocal clásica y barroca en el Conservatorio Darius Milhaud. Fue en Aix-en-Provence, con el profesor Jean-François Bonnel donde estudió improvisación y repertorio instrumental y vocal, que abarcaba desde la década de 1910 y donde cantó con su primera banda.
En una crítica de su actuación en el Ronnie Scott's Club en Londres en junio de 2015, Juan Fordham escribió en The Guardian: "Ella trae ideas desde ángulos inesperados para la forma de cantar los estándars, y aplica una traviesa inteligencia para trasformar las desgastadas letras".

## Carrera musical
Salvant, comenzó el estudio de la voz a la edad de 8 años con interés en la música clásica. Comenzó su transición al jazz, mientras estudiaba en el Conservatorio Darius Milhaud en 2007. Salvant dice que su principal influencia en el jazz es Sarah Vaughan, rememorando sus recuerdos de infancia de escuchar sus canciones en varias ocasiones. Aunque con fuerte influencia de Sarah Vaughan, también lo está por cantantes como Billie Holiday, Bessie Smith, y Betty Carter. Ella describe su sonido como jazz y blues, con elementos de folk y de teatro musical. Cécile interpreta temas poco conocidos, rara vez grabados de jazz y de blues. Compone sus temas, música y letra, que también canta en francés, su idioma nativo, así como en español. Goza de popularidad en Europa y en los Estados Unidos, actúa en clubs, salas de concierto y festivales acompañada por músicos de renombre. Salvant ha actuado en salas y festivales de jazz como el Ronnie Scott's de Londres, El Festival de Jazz de Newport en Rhode Island, y otros. 
En 2010, Salvant lanzó su primer álbum homónimo Cecile. A la edad de 21, pasó a mostrar su talento y ganar el Concurso Internacional de Jazz Thelonious Monk para vocalistas. Su primer premio incluía un contrato de grabación con el sello discográfico Mack Avenue Records, con quien ha publicado sus álbumes.
Lanzó su segundo álbum WomanChild en 2013, lo que la llevó a varios logros. WomanChild fue nominado para un Premio Grammy en la categoría de Mejor Álbum de Jazz Vocal en 2014. Las canciones elegidas para este álbum incluyen composiciones originales, así como otras que datan desde el siglo XIX y progresan hasta el XXI. Salvant eligió las canciones de este álbum basándose en las canciones con las que sentía una conexión personal.
En septiembre de 2015, Salvant lanzó su segundo álbum bajo Mack Avenue Records titulado For One to Love. En este álbum, Salvant decidió centrar su atención hacia las mujeres fuertes e independientes. Contiene cinco obras originales y estándars del jazz. En 2016, ganó un Premio Grammy al Mejor Álbum de Jazz Vocal.

## Discografía
En solitario
- WomanChild (Justin Time, 2013)
- For One to Love (Mack Avenue, 2015)
- It's Christmas on Mack Avenue (Mack Avenue, 2014)

Colaboraciones
- Cécile & the Jean-François Bonnel Paris Quintet (Sysmo, 2010)
- Jacky Terrasson, Gouache (2013)
- Federico Britos Presents Hot Club of the Americas (2015)
- Jazz at Lincoln Center Orchestra, Big Band Holidays (2015)
- Fred Nardin, Jon Boutellier, Watt's (2016)